# Okres Krotoszyn
Okres Krotoszyn (polsky Powiat krotoszyński) je okres v polském Velkopolském vojvodství. Rozlohu má 714,23 km² a v roce 2019 zde žilo 77 274 obyvatel. Sídlem správy okresu je město Krotoszyn.

## Gminy
Městská:
- Sulmierzyce

Městsko-vesnické:
- Kobylin
- Koźmin Wielkopolski
- Krotoszyn
- Zduny

Vesnická:
- Rozdrażew

## Města
- Kobylin
- Koźmin Wielkopolski
- Krotoszyn
- Sulmierzyce
- Zduny

## Sousední okresy
| Růžice kompasu | Gostyń | Jarocin         | Pleszew             | Růžice kompasu |
| Růžice kompasu | Gostyń | Sever           | Ostrów Wielkopolski | Růžice kompasu |
| Růžice kompasu | Gostyń | Okres Krotoszyn | Ostrów Wielkopolski | Růžice kompasu |
| Růžice kompasu | Gostyń | Jih             | Ostrów Wielkopolski | Růžice kompasu |
| Růžice kompasu | Rawicz | Milicz          | Ostrów Wielkopolski | Růžice kompasu |